# Брейди, Дороти
Дороти Брейди (англ. Dorothy Stahl Brady; 14 июня 1903, Элк-Ривер, Миннесота — 17 апреля 1977, Нью-Йорк) — американский экономист и математик. 
Бакалавр (1924) Рид-колледжа (Портленд); магистр Корнеллского университета (1926); доктор философии (1933) Калифорнийского университета (кампус в Беркли).
Была замужем (1926—1933) за известным экономистом Р. Брейди. В 1933 году у них родился сын. 
Преподавала в Вассар-колледже, Нью-Йоркском университете, университете Иллинойса, Чикагском (профессор экономической теории, 1956—1958) и Пенсильванском университетах.

## Основные произведения
- «О решениях гомогенного линейного дифференциального уравнения» (On the Solutions of the Homogeneous Linear Differential Equation, 1933, тезисы докторской диссертации).